# La Biolle
La Biolle es una comuna francesa situada en el departamento de Saboya, de la región Auvernia-Ródano-Alpes.

## Demografía
| 860 | 812 | 861 | 1 074 | 1 353 | 1 760 | 2 095 | 2 367 |
| Para los censos de 1962 a 1999 la población legal corresponde a la población sin duplicidades (Fuente: INSEE [Consultar]) |     |     |       |       |       |       |       |